# Navadni slezovček
Navadni slezovček, tudi slezenovček ali slezenar (znanstveno ime Pyrgus malvae), je vrsta metulja iz družine debeloglavčkov, razširjen po večjem delu Evrazije.

## Opis
Prek kril meri 20–28 mm. Je razmeroma enostavno prepoznaven, s temnorjavo obarvanostjo zgornjega dela telesa in kril, slednja so posuta z oglatimi belimi lisami v vzorcu, ki spominja na šahovnico. Posebej enakomeren črno-bel vzorec je na robu kril. Za navadnega slezovčka je značilno, da je ta vzorec precej kontrasten tudi na zadnjem paru kril, za razliko od ostalih predstavnikov tega rodu. Po spodnji strani je navadni slezovček zeleno-rumene (olivne) barve.
Samice so občutno večje od samcev.

## Ekologija in razširjenost
Gosenice se prehranjujejo z zelmi in grmi, kot so petoprstnik, divji jagodnjak, slezenovec in robida. Odrasli najraje obiskujejo cvetove modrih, vijoličnih in rožnatih odtenkov.
Pojavlja se na raznovrstnih travnikih od obale do gozdne meje, najraje na toplejših predelih. Zaradi prilagodljivosti uspešno kolonizira tudi umetne habitate, kot so opuščeni kamnolomi v fazi zaraščanja. V Sloveniji se v severnejših in višjih legah razvije en rod na leto, odrasli so aktivni med aprilom in julijem, južneje pa tudi drugi, aktiven do avgusta. Prezimijo v stadiju bube.
Razširjen je po Palearktiki od Britanskega otočja do Vzhodne Azije. Je pogost, tudi v Sloveniji, kjer je edina pogosta vrsta tega rodu. V Zahodni Evropi se številčnost občutno zmanjšuje, toda vrsta je na evropski ravni še vedno opredeljena kot najmanj ogrožena.